# Phnum Aôral
Phnum Aôral – najwyższy szczyt w Kambodży, wznoszący się na wysokość 1813 m n.p.m. (inne źródła podają wysokość 1771 m n.p.m.), położony jest we wschodniej części Gór Kardamonowych.